# Csungvej
Csungvej (egyszerűsített kínai írással: 中卫市, pinjin: Zhōngwèi) prefektúra szintű város Kínában, Ninghszia-Huj Autonóm Terület tartományban. Lakosainak száma 1 067 336 fő (2020).

## Népesség
| 2007 | 1 046 000 |
| 2020 | 1 067 336 |